# Jesus Film Project
JESUS Film Project é uma organização criada em 1981 pelo fundador da Campus Crusade for Christ, Bill Bright, para distribuir o filme de 1979, Jesus, não apenas em inglês, mas também em muitas das línguas do mundo com o objetivo declarado de alcançar "todas as nações, tribos, pessoas e língua, ajudando-os a ver e ouvir a história de Jesus em uma linguagem que possam entender." O Projeto Filme JESUS também é membro do Fórum de Agências Bíblicas Internacionais.

## História
Bright queria trazer uma representação biblicamente precisa da vida, ministério e morte de Jesus para a tela grande e, em 1978, as filmagens começaram no Oriente Médio com o ator shakespeariano britânico Brian Deacon no papel de Jesus.
Quando a exibição teatral americana original de Jesus terminou em 1979, Bright pediu a Paul Eshleman, que estava envolvido na produção, para chefiar a organização. Eshleman permaneceu no cargo até 2004, quando Jim Green foi nomeado diretor executivo da organização. 
No final de 2018, o Jesus Film estava disponível em 1.724 idiomas e foi visto quase 375 milhões de vezes.  Isso resultou no filme JESUS sendo reconhecido pelo Guinness Book of World Records como o "Filme Mais Traduzido" da história, revelando a seriedade com que o Projeto Filme JESUS leva seu objetivo de compartilhar o evangelho com pessoas de todas as nações, tribos, e língua. 

## Magdalena: Released from Shame
Em 2007, o projeto lançou o filme Magdalena: Released from Shame, que utilizou imagens do filme Jesus de 1979 do projeto.  O filme contou a história de Jesus visto através dos olhos de quatro mulheres diferentes, a Virgem Maria, Maria Madalena, a samaritana no poço e Isabel.  A recepção crítica do filme foi positiva e o filme é muito utilizado no trabalho missionário.    Agora está disponível em 200 idiomas.

## Rivka
O Jesus Film Project lançou três filmes adicionais em 2011: Rivka, uma série de 12 episódios, Walking with Jesus, uma série de 5 episódios “produzida por africanos para africanos” e uma animação My Last Day. 